# Liste des chapitres de Karakuridôji Ultimo

Cet article est un complément de l'article sur le manga Karakuridôji Ultimo. Il contient la liste des volumes du manga parus en presse avec les chapitres qu’ils contiennent. La couverture de chaque tome consiste en la représentation d'un Karakuridôji.

## Volumes reliés
| no | Japonais          | Japonais          | Français         | Français          |
| no | Date de sortie    | ISBN              | Date de sortie   | ISBN              |
| --- | ----------------- | ----------------- | ---------------- | ----------------- |
| 1 | 3 juillet 2009    | 978-4-08-874708-8 | 28 octobre 2010  | 978-2-84965-904-5 |
| Bonus : Lexique 1Liste des chapitres : - Chapitre 1 : Le vieil occidental au col brumeux (南蠻翁霧嶺, Nanban Okina kiri mine) - Chapitre 2 : Le dôji écarlate s'éclate (紅童子 開心玩耍, Kurenai dōji kai kokoro gan sa) - Chapitre 3 : Yamato dans la tourmente (大和 身邊起火, Yamato shinpen ki hi) - Chapitre 4 : Raseimon (夢中羅世門, Muchū Raseimon)                   |                   |                   |                  |                   |
| 2 | 4 janvier 2010    | 978-4-08-874790-3 | 27 janvier 2011  | 978-2-82-030010-2 |
| Bonus : Karakuridôji Ultimo Ulate épisode 1Liste des chapitres : - Chapitre 5 : Échauffourée nocturne (修羅月光塔) - Chapitre 6 : Au rendez-vous de l'hôpital désaffecté (殿寄合病棟, Dono yori gō byōtō) - Chapitre 7 : Mister Catastrophe (巴士瓦斯爆炸男, Tomoe samurai gasu baku saku otoko) - Chapitre 8 : Sur la brèche (懸崖上的主人, Ken gake ue teki shujin)         |                   |                   |                  |                   |
| 3 | 4 mars 2010       | 978-4-08-870017-5 | 13 avril 2011    | 978-2-82030-067-6 |
| Liste des chapitres : - Chapitre 9 : Le pacte d'union (契約儀式, Keiyaku gishiki) - Chapitre 10 : un fâcheux suicide amoureux (男子的心中, Danshi teki shinjū) - Chapitre 11 : Le début de la fin (結束的開始, Kessoku teki kaishi) - Chapitre 12 : Apocalypse (世界末日, Sekai matsujitsu)                                                                                   |                   |                   |                  |                   |
| 4 | 4 août 2010       | 978-4-08-870080-9 | 7 juillet 2011   | 978-2-82030-148-2 |
| Liste des chapitres : - Chapitre 13 : Rembobinage (機關燈籠逆卷明, Kikan tōrō gyaku kan mei) - Chapitre 14 : Wasabi, mon amour... (愛山葵, Ai wasabi) - Chapitre 15 : Échauffourée chez l'antiquaire (古董屋決鬥, Ko kun ya ketsu tō) - Chapitre 16 : Yamato à travers le temps (時光使者大和往來, Toki hikari shisha Yamato ōrai)                                            |                   |                   |                  |                   |
| 5 | 4 novembre 2010   | 978-4-08-870137-0 | 10 novembre 2011 | 978-2-82030-228-1 |
| Liste des chapitres : - Chapitre 17 : Yamato à travers le temps (2) (时光使者大和往来——之二——, Toki hikari shisha Yamato ōrai——yuki ni——) - Chapitre 18 : Yamato déterminé (大和決意, Yamato ketsui) - Chapitre 19 : Mon pote le démon (斬鬼, Zan oni) - Chapitre 20 : Grosse débâcle sentimentale pour le roi de la batte (恋ヶ滝 球児負越, Koi-ga-Taki: Kyūko-no-Makekoshi) |                   |                   |                  |                   |
| 6 | 4 mars 2011       | 978-4-08-870202-5 | 22 février 2012  | 978-2-82030-299-1 |
| Liste des chapitres : - Chapitre 21 : 覚醒館 (Kakuseikan) - Chapitre 22 : 色欲兎 超紐理論 (Shikiyoku Usagi: Chōhimo Riron) - Chapitre 23 : 愛の鞭 雀の舌斬 (Ai no Muchi, Suzume no Shitakiri) - Chapitre 24 : 雀荘悪覧会 (Suzume-Sō Akurankai) |                   |                   |                  |                   |
| 7 | 7 septembre 2011  | 978-4-08-870328-2 | 8 juin 2012      | 978-2-82030-389-9 |
| Liste des chapitres : - Chapitre 25 : 回向前夜祭 (Ekou Zen'ya-sai) - Chapitre 26 : 復活紅童子 (Fukkatsu-no-Kurenai Dōji) - Chapitre 27 : 百機回向 幽玄ノ夜明 (Hyakki Ekō Yūgen no Yoake) - Chapitre 28 : 戦始刺客乃毛鞠 (Ikusa Hajime Shikaku no Kemari) |                   |                   |                  |                   |
| 8 | 2 mars 2012       | 978-4-08-870350-3 | 24 octobre 2012  | 978-2-82030-492-6 |
| 9 | 10 décembre 2012  | 978-4-08-870598-9 | 12 juin 2013     | 978-2-82030-699-9 |
| 10 | 1er novembre 2013 | 978-4-08-870825-6 | 12 mars 2014     | 978-2-82031-668-4 |
| 11 | 5 janvier 2015    | 978-4-08-880202-2 | 19 août 2015     | 978-2-82032-161-9 |
| 12 | 4 décembre 2015   | 978-4-08-880470-5 | 6 avril 2016     | 978-2-82032-355-2 |